# Leandro Valle, Durango
Leandro Valle är en ort i Mexiko.   Den ligger i kommunen Rodeo och delstaten Durango, i den centrala delen av landet, 800 km nordväst om huvudstaden Mexico City. Leandro Valle ligger 1 393 meter över havet och antalet invånare är 463.
Terrängen runt Leandro Valle är huvudsakligen lite kuperad. Leandro Valle ligger nere i en dal. Runt Leandro Valle är det mycket glesbefolkat, med 6 invånare per kvadratkilometer. Närmaste större samhälle är Rodeo, 16,4 km nordväst om Leandro Valle. Omgivningarna runt Leandro Valle är i huvudsak ett öppet busklandskap.